# Comuna de Mieroszów
Mieroszów (polaco: Gmina Mieroszów) é uma gminy (comuna) na Polónia, na voivodia de Baixa Silésia e no condado de Wałbrzyski. A sede do condado é a cidade de Mieroszów.
De acordo com os censos de 2004, a comuna tem 7582 habitantes, com uma densidade 99,5 hab/km².

## Área
Estende-se por uma área de 76,17 km², incluindo:
- área agricola: 48%
- área florestal: 43%

## Demografia
Dados de 30 de Junho 2004:
|                      | Total   | Total | Mulheres | Mulheres | Homens  | Homens |
| -------------------- | ------- | ----- | -------- | -------- | ------- | ------ |
|                      | pessoas | %     | pessoas  | %        | pessoas | %      |
| População            | 7582    | 100   | 3921     | 51,7     | 3661    | 48,3   |
| Densidade (pop./km²) | 99,5    | 100   | 51,5     | 51,5     | 48,1    | 48,1   |

De acordo com dados de 2002, o rendimento médio per capita ascendia a 1330,57 zł.

## Comunas vizinhas
- Boguszów-Gorce, Czarny Bór, Głuszyca, Jedlina-Zdrój, Kamienna Góra, Lubawka, Wałbrzych